# Alice Phoebe Lou
Alice Phoebe Lou (19 de julho de 1993) é uma cantora e compositora Sul-africana. Ela lançou três EPs e três álbuns de música. Em dezembro de 2017 sua canção "She", trilha sonora do filme Bombshell: The Hedy Lamarr Story foi incluída na lista de selecionados para indicação ao Oscars pelo premio da Academy of Motion Picture Arts and Sciences de Melhor Canção Original. Desde 2019 ela faz parte de um projeto paralelo de música experimental chamado Strongboi.

## Vida
Alice viveu sua infância em Kommetjie na costa leste de Cape Peninsula na África do Sul e frequentou uma escola Waldorf. Seus pais são documentaristas. Alice recebeu aulas de piano quando criança e aprendeu sozinha a tocar guitarra. Quando tinha 14 anos Alice se viu interessada por trance music e deu início a tirar fotografias de shows do gênero, às vezes sendo remunerada.

## Carreira
Depois de concluir seu ensino médio na África do Sul em 2012, Lou viaja para a Europa, primeiro para Amsterdam, depois para Berlim. Em Berlim ela começa a cantar e tocar guitarra. Após esse período, ela passa para uma universidade na África do Sul, mas decide retornar para a Alemanha com sua guitarra e um amplificador em vez de perseguir carreira regular. Em Berlim, na Alemanha, Alice se apresenta no metrô, nas estações da S- e U-Bahn, além de se apresentam em parques públicos. Depois de um mês em Berlim, Lou se apresenta num programa local de televisão. Em abril de 2014 ela lança seu EP "Momentum". A canção "Fiery Heart, Fiery Mind" deste EP aparece na trilha sonora do filme "Ayanda", de 2015. Alice passa a ter seus próprios shows em casas de evento.
Depois da performance no TEDx em Berlim em 6 de setembro de 2014 Alice Phoebe Lou dá início a sua procura por selos musicais, mas decide se manter independente. Em dezembro de 2014 ela lança o disco ao vivo "Live at Grüner Salon" de forma a se tornar mais popular e conseguir recursos para lançar seu álbum de estreia em estúdio.
Em 2015 ela começa a sua primeira turnê e se apresenta no festival SXSW nos EUA em 2015. Alice participa de todos os SXSW após sua primeira participação. Alice também se apresentou no TEDGlobal em Londres, no Reino Unido, em 2015 e abriu shows para a banda Rodriguez em sua turnê em 2016 na África do Sul.
Em abril de 2016 Alice Phoebe Lou lança seu primeiro álbum de estúdio "Orbit", produzido por Matteo Pavesi e Jian Kellett-Liew. Ela foi indicada a melhor artista de música no German Critics Choice Awards, na Alemanha e foi convidada a ser entrevistada e se apresentar em diversos programas de TV na Alemanha. Ela entrou em turnê na Áfirca do Sul, Europa, e Estados Unidos em 2016 e teve três shows com ingressos esgotados no Planetário de Berlim. Apesar de seu sucesso, Alice ainda se apresent em vias públicas, parques municipais e metrôs em Berlim.
Em dezembro de 2017 ela lança o EP de nove faixas entiltulado "Sola" e um livro intitulado "Songs, Poems and Memories" [Canções, poemas e lembranças, em português]. No mesmo mês ela anuncia que sua canção "She" do filme Bombshell: The Hedy Lamarr Story está na lista prévia do Oscars de Melhor Canção Original. A canção "She" foi lançada como single digitaemon 2de f veeeiuorde y 201comto vídeoclipe dirigido por Natalia Bazina. Em 2018 Alice Phoebe Lou entra em turnê pela Europa, EUA, África do Sul, Japão e Canadá.

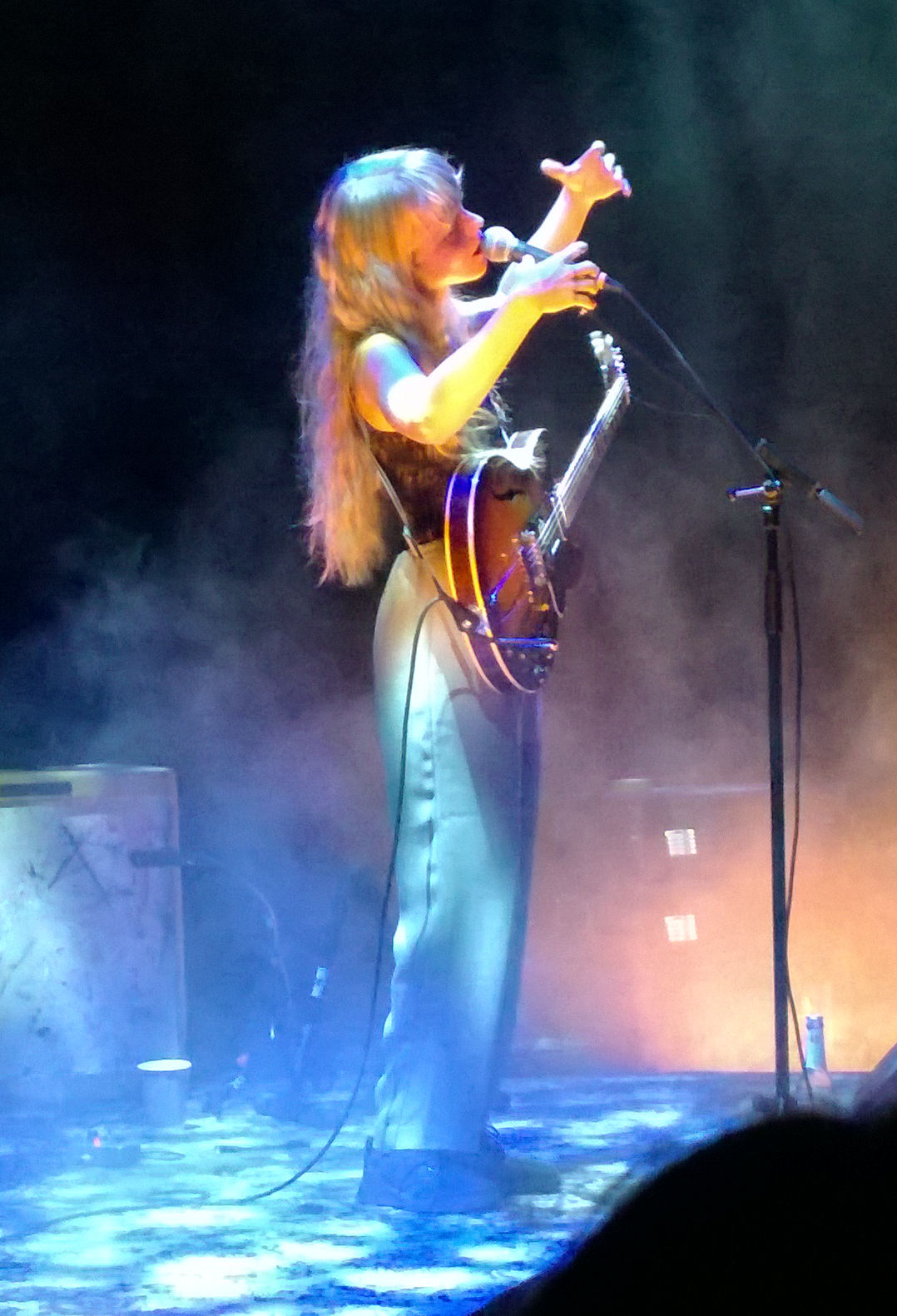
Alice Phoebe Lou at Funkhaus Berlin on 1 December 2018

O primeiro single "Something Holy" do álbum Paper Castles foi lançado em 30 novembro de 2018. Em 15 de janeiro de 2019 o segundo single daquele álbum "Skin Crawl", foi lançado por serviços de streaming. O videoclipe de "Skin Crawl" ganho o terceiro lugar no Berlin Music Video Awards de 2019. Em 15 de fevereiro o terceiro single, "Galaxies", foi lançado, e em 8 de março, dia internacional da mulher, de 2019 o álbum inteiro foi lançado.
Em março de 2019 Alice foi a artista do mês no Consequence of Sound. Em 6 de maio o vídeoclipe de  "Galaxies", filmado no Zeiss Planetarium em Berlin, com participação da atriz britânica Maisie Williams, foi lançado.
Em 12 de julho, A Place of My Own (Mahogany Sessions), um EP contendo quatro canções acústicas do álbum "Paper Castles" foi gravado e disponibilizado em formato digital, acompanhado de um vídeo da gravação no YouTube. Em 7 de agosto, o vídeo da canção "Lost in LA" foi publicado. A canção é de seu EP "Sola".
Em 15 de novembro daquele ano, Alice foi entrevistada num programa de TV alemão do canal ZDF e ela apresenta com sua banda a canção que dá título a seu álbum "Paper Castles".
Em dezembro de 2019, o álbum Paper Castles é listado como o 19º disco da lista dos 50 melhores discos de 2019 da revista NBHAP e ainda figura na 7ª posição da lista da revista FMS como um dos 35 melhores discos e EPs de 2019.
Durante o ano de 2019 Alice Phoebe Lou realiza cerca de cem shows na Europa, Japão, EUA e Canadá. Ela se apresenta em 30 de maio de 2019 pela primeira vez no Primavera Sound Festival em Barcelona, na Espanha. No mesmo dia ela realiza um outro show no OCB Paper Sessions Stage. Em 28 de fevereiro de 2020, o canal de TV alemão Bayerischer Rundfunk transmite seu show durante o festival PULS-festival, que havia sido gravado em 30 de novembro de 2019 em Munique, na Alemanha. Alice continua a se apresentar em Berlim e estações de metrô pela Alemanha. Durante o período de isolamento social devido a pandemia de coronavírus, ela se apresenta em casa, pela internet, além disso, com a redução dos casos de COVID-19 e a liberação de certas atividades na Europa, Alice se apresenta no canal Arte France.
Em 13 de março de 2020 ela lança o single "Witches". Uma semana antes, em 6 de março, o vídeo de "Strongboi" havia sido lançado pelo seu projeto paralelo Strongboi, um duo de synthpop com o músico Ziv Yamin. O single digital da canção foi lançado em 20 de março de 2020. O segundo single de Strongboi foi "Honey Thighs", disponibilizado em plataformas de streaming em 10  de abril de 2020, em seguida, "Tuff Girl" foi lançado em 7  de agosto.
Em 1º de maio de 2020, ela lança seu álbum de 10 faixas "Live at Funkhaus", gravado em dezembro de 2019 em Funkhaus Berlin. Um documentário filmado e dirigido por Julian Culverhouse sobre o álbum "Paper Castles" foi lançado no mesmo mês. Em 26 de junho, o single "Touch" foi lançado. Gravado durante a pandemia de COVID-19 em 2020, a música fala sobre querer ser tocada e remete a sensação de solidão causada pelo isolamento social imposto pela pandemia. Um vinil de cor roxa de 7" contendo as canções "Witches" e "Touch" foi lançado em 18 de setembro de 2020.
Em 4 de dezembro de 2020, Alice Phoebe Lou lança o single e respectivo videoclipe "Dusk", o primeiro de seu novo album. Em 19 de Fevereiro de 2021, ela lança o single e videclipe "Dirty Mouth". O álbum "Glow", produzido e gravado durante a pandemia, foi lançado em 19 de março de 2021.

## Discografia

### Álbuns
- Live at Grüner Salon (2014, independente)[41]
- Orbit (independente, 2016; distribuído por Motor Entertainment[65])
- Paper Castles (independente, 8 de março de 2019, distribuído por Motor Entertainment[66][67][68])
- Live at Funkhaus (independente, lançado em 1 de maio de 2020)[59]
- Glow (independente, lançado em 19 de março de 2021)[64]
- Child's play (independente, lançado em 2 de dezembro de 2021)
- Shelter (independente, lançado em 7 de julho de 2023)
- Old Shadows (Nettwerk Music Group, lançado em 27 de junho de 2025)

### EPs
- Momentum (EP, 2014, independente)[41]
- Sola (EP, 2017, vinil de 12")
- A Place of My Own (Mahogany Sessions) (2019, digital)[43]

### Singles
- Something Holy (single, 2018, vinil 7")
- Witches/Touch (Single, 2020, vinil 7")